# آرثر غور (تنس)
آرثر غور (بالإنجليزية: Arthur Gore)‏ مواليد 2 يناير 1868 في هامبشير، إنجلترا - الوفاة 1 ديسمبر 1928 في إنجلترا، كان لاعب كرة مضرب بريطاني بدأ مسيرته كمحترف سنة 1888 وكان يلعب باليد اليمنى، اعتزل اللعب في 1922. كما أنه أحد أبطال الجراند سلام. أعلى تصنيف له في الفردي كان المركز الـ 1 في سنة 1901. سبق أن شارك في دورة الألعاب الأولمبية الصيفية.

## بطولات حققها
- بطولة ويمبلدون

## الميداليات
| الميدالية | المسابقة                       |
| --------- | ------------------------------ |
| ذهبية     | الألعاب الأولمبية الصيفية 1908 |

## روابط خارجية
- آرثر غور على موقع رابطة محترفي التنس (الإنجليزية)
- آرثر غور على موقع الاتحاد الدولي لكرة المضرب (الإنجليزية)
- آرثر غور على موقع كأس ديفيز (الإنجليزية)
- آرثر غور على موقع قاعة مشاهير كرة المضرب الدولية (الإنجليزية)
- آرثر غور على موقع خلاصة التنس.كوم (الإنجليزية)
- آرثر غور على موقع أوليمبيديا (الإنجليزية)